# بخش سرینگر
بخش سرینگر (به انگلیسی: Srinagar district) یک بخش در هند است که در جامو و کشمیر واقع شده‌است. بخش سرینگر ۱٬۹۷۹ کیلومتر مربع مساحت و ۱٬۲۶۹٬۷۵۱ نفر جمعیت دارد.